# Triclioscelis burmeisteri
Triclioscelis burmeisteri von là một phân loài ruồi trong họ Asilidae. Triclioscelis burmeisteri von được Roeder miêu tả năm 1900. Phân loài này phân bố ở vùng Tân nhiệt đới.